# Mike Hazle
Mike Hazle (ur. 22 marca 1979) – amerykański lekkoatleta specjalizujący się w rzucie oszczepem.
Uczestnik igrzysk olimpijskich w Pekinie (2008) – swój udział w imprezie zakończył na eliminacjach. W 2009 bez powodzenia startował w mistrzostwach świata. Wicemistrz igrzysk panamerykańskich z 2007 roku. W 2010 był ósmy w zawodach pucharu interkontynentalnego. Medalista mistrzostw Stanów Zjednoczonych.
Rekord życiowy: 82,21 (9 maja 2008, Doha).